# ...And You Will Know Us by the Trail of Dead
...And You Will Know Us by the Trail of Dead, spesso abbreviato in Trail of Dead, è un gruppo indie rock, conosciuto soprattutto per le loro intensissime performance live che terminano sempre (o quasi) con la distruzione totale dell'intera strumentazione. La band prende nome da un antico canto rituale Maya.
Il nucleo creativo del gruppo è composto da Conrad Keely e Jason Reece che si alternano fra batteria, chitarra e voce, sia su disco che dal vivo.

## Storia del gruppo
Conrad e Jason si incontrarono alle Hawaii nel 1993, ma il progetto prese il largo solo dopo qualche anno a Austin, nel Texas, quando Neil Busch e Kevin Allen si aggiunsero alla formazione.
Nel 1998 venne pubblicato il primo album omonimo, e nel 1999 Madonna. Dopo il passaggio alla Interscope uscì Source Tags & Codes (2002), il loro album più noto, il quale ricevette uno dei rari punteggi perfetti (10/10) dalla webzine Pitchfork.
In questo periodo la band venne paragonata a nomi importanti quali Sonic Youth e My Bloody Valentine. A fare da preludio all'uscita dell'album successivo fu The Secret of Elena's Tomb, un EP di cinque tracce, che iniziò il passaggio verso un rock più maturo. In Worlds Apart del 2005 vengono ridotte le parti shoegaze e noise dando spazio a un songwriting d'impatto più epico sull'esempio di Mellon Collie and the Infinite Sadness degli Smashing Pumpkins. Nello stesso anno Neil Busch abbandonò il gruppo per problemi di salute, lasciando il posto a Danny Wood.

## Formazione

### Formazione attuale
- Conrad Keely - voce, chitarra, batteria, pianoforte (1993-presente)
- Jason Reece - batteria, voce, chitarra (1993-presente)
- Autry Fulbright II - basso, cori (2011-presente)
- Jamie Miller – percussioni, chitarra (2011-presente)

### Ex componenti
- Kevin Allen - chitarra (1993-2011)
- Neil Busch - basso, chitarra, voce (1993-2004)
- Danny Wood - basso (2004-2007)
- Jay Leo Phillips - basso (2007-2011)
- Doni Schroader - batteria secondaria, percussioni (2004-2007)
- Aaron Ford - batteria secondaria, percussioni (2007-2011)
- Dave Longoria - tastiera (2004-2006)
- Clay Morris - tastiera (2006-2011)

## Discografia
Album
- 1998 - ...And You Will Know Us by the Trail of Dead
- 1999 - Madonna
- 2002 - Source Tags & Codes
- 2005 - Worlds Apart
- 2006 - So Divided
- 2009 - The Century of Self
- 2011 - Tao of the Dead
- 2012 - Lost Songs
- 2014 - IX
- 2020 - X: The Godless Void and Other Stories
- 2022 - XI: Bleed Here Now

EP
- 2001 - Relative Ways
- 2003 - The Secret of Elena's Tomb
- 2007 - Adult Swim Presents: ...And You Will Know Us by the Trail of Dead on Tour with Dethklok (split)
- 2008 - Festival Thyme